# Жданівська міська рада
Жда́нівська міська́ ра́да — адміністративно-територіальна одиниця та орган місцевого самоврядування у Донецькій області з адміністративним центром у місті обласного значення Жданівці.

## Загальні відомості
- Територія ради: 4,53 км²
- Населення ради: 13 136 осіб (станом на 1 лютого 2014 року)[2]

## Населені пункти
Міській раді підпорядковані населені пункти:
- м. Жданівка
- смт Вільхівка
- с-ще Молодий Шахтар

## Населення
За даними перепису 2001 року населення міста становило 13266 осіб, із них 11,66 % зазначили рідною мову українську, 87,41 % — російську, 0,32 % — вірменську, 0,27 % — білоруську, 0,03 % — молдовську, 0,02 % — польську, 0,01 % — грецьку.

## Склад ради
Рада складається з 30 депутатів та голови.
- Голова ради: Литвинов Сергій Миколайович
- Секретар ради: Елар'янц Ліліана Олександрівна

### Керівний склад попередніх скликань
| Прізвище, ім'я, по батькові | Основні відомості                                                       | Дата обрання | Дата звільнення |
| --------------------------- | ----------------------------------------------------------------------- | ------------ | --------------- |
| Литвинов Сергій Миколайович | Міський голова, 1958 року народження, освіта вища, член Партії регіонів | 26.03.2006   | 31.10.2010      |
| Литвинов Сергій Миколайович | Міський голова, 1958 року народження, освіта вища, член Партії регіонів | 31.10.2010   |                 |

Примітка: таблиця складена за даними сайту Верховної Ради України

### Депутати
За результатами місцевих виборів 2010 року депутатами ради стали:

#### За суб'єктами висування
| Суб'єкт висування                 | Кількість обраних депутатів | %    |
| --------------------------------- | --------------------------- | ---- |
| Партія регіонів                   | 25                          | 83,3 |
| Політична партія «Сильна Україна» | 3                           | 10   |
| Комуністична партія України       | 2                           | 6,7  |

#### За округами
| № округу                          | Прізвище, ім'я, по батькові     | Дата визнання обраним | Освіта | Партійна приналежність            | Відомості про обраного депутата |
| --------------------------------- | ------------------------------- | --------------------- | ------ | --------------------------------- | --- |
| Комуністична партія України       |                                 |                       |        |                                   | |
| б/м                               | Безкоровайний Михайло Іванович  | 04.11.2010            | вища   | член Комуністичної партії України | Апарат Верховної Ради України, помічник-консультант народного депутата України                                                                                           |
| б/м                               | Пічик Володимир Петрович        | 04.11.2010            | вища   | член Комуністичної партії України | ТОВ «Ексіменерго», ПЕК шахта «Свято-Андріївська», електрослюсар підземний                                                                                                |
| Партія регіонів                   |                                 |                       |        |                                   | |
| б/м                               | Кудрявцева Валентина Іванівна   | 04.11.2010            | вища   | член Партії регіонів              | КП «Світанок» Жданівської міської ради, директор |
| б/м                               | Боднар Олександр Михайлович     | 04.11.2010            | вища   | член Партії регіонів              | приватний підприємець |
| б/м                               | Салогуб Ольга Анатоліївна       | 04.11.2010            | вища   | член Партії регіонів              | Жданівська міська організація Партія регіонів, керівник секретаріату |
| б/м                               | Андрєєв Олександр Петрович      | 04.11.2010            | вища   | член Партії регіонів              | ТОВ "Торговельна мережа «Вікторія», директор |
| б/м                               | Бабаніна Олександра Степанівна  | 04.11.2010            | вища   | член Партії регіонів              | Відділ культури та туризму Кіровської міської ради, начальник відділу |
| б/м                               | Журавльова Ніна Євгенівна       | 04.11.2010            | вища   | член Партії регіонів              | Територіальний центр соціального обслуговування Жданівської міської ради, директор                                                                                       |
| б/м                               | Агатій В'ячеслав Валерійович    | 04.11.2010            | вища   | позапартійний                     | ТОВ «Екнерго», директор |
| б/м                               | Шашель В'ячеслав Олександрович  | 04.11.2010            | вища   | член Партії регіонів              | Східна Державна регіональна гірничотехнічна інспекція, головний гірничий інспектор                                                                                       |
| б/м                               | Вербицька Світлана Геннадіївна  | 04.11.2010            | вища   | член Партії регіонів              | загальноосвітня школа № 1 м. Жданівка, заступник директора з навчально-виховної роботи                                                                                   |
| б/м                               | Василенко Олексій Васильович    | 04.11.2010            | вища   | член Партії регіонів              | ЗАТ "ОП "Шахта «Жданівська», заступник директора з виробництва підземний                                                                                                 |
| 1                                 | Яцик Олександр Васильович       | 04.11.2010            | вища   | член Партії регіонів              | ТОВ ДПЕК «Сервіс Інвест», начальник Харцизьких електричних мереж |
| 2                                 | Герасименко Ольга Миколаївна    | 04.11.2010            | вища   | член Партії регіонів              | Відділ освіти Жданівської міської ради, начальник відділу |
| 3                                 | Лізарєв Юрій Іванович           | 04.11.2010            | вища   | член Партії регіонів              | пенсіонер |
| 4                                 | Верниченко Олександра Дмитрівна | 04.11.2010            | вища   | член Партії регіонів              | Жданівський міський центр зайнятості, директор |
| 5                                 | Елар'янц Ліліана Олександрівна  | 04.11.2010            | вища   | член Партії регіонів              | Жданівська міська рада, секретар міської ради |
| 6                                 | Кірдан Олена Володимирівна      | 04.11.2010            | вища   | член Партії регіонів              | Відділення виконавчої дирекції Фонду соціального страхування від нещасних випадків на виробництві та професійних захворювань України в м. Єнакієве, начальник відділення |
| 7                                 | Голубничий Юрій Іванович        | 04.11.2010            | вища   | член Партії регіонів              | ЗАТ "ОП «Шахта Жданівська», заступник директора |
| 8                                 | Єлисєєв Олег Олександрович      | 04.11.2010            | вища   | член Партії регіонів              | ЗАТ "ОП «Шахта Жданівська», заступник голови профкому |
| 9                                 | Федченко Ніна Анатоліївна       | 04.11.2010            | вища   | член Партії регіонів              | Санаторій-профілакторій "Донбас"ТОВ «СОЦІС» у м. Кіровське, головний лікар                                                                                               |
| 10                                | Баранова Людмила Олександрівна  | 04.11.2010            | вища   | член Партії регіонів              | Відділ культури і туризму Жданівської міської ради, начальник відділу |
| 11                                | Рожко Людмила Іванівна          | 04.11.2010            | вища   | член Партії регіонів              | Центральна міська лікарня м. Жданівка, лікар-терапевт |
| 12                                | Максимов Ігор Васильович        | 04.11.2010            | вища   | член Партії регіонів              | пенсіонер |
| 13                                | Шевцова Світлана Вікторівна     | 04.11.2010            | вища   | член Партії регіонів              | Відділ економіки Кіровської міської ради, начальник відділу |
| 14                                | Лопатин Олександр Іванович      | 04.11.2010            | вища   | позапартійний                     | ЗАТ "ОП «Шахта Жданівська», електрослюсар |
| 15                                | Руденко Наталя Миколаївна       | 04.11.2010            | вища   | член Партії регіонів              | приватний підприємець |
| Політична партія «Сильна Україна» |                                 |                       |        |                                   | |
| б/м                               | Цвєтков Сергій Васильович       | 04.11.2010            | вища   | позапартійний                     | ДП «Горлівський хімічний завод», м. Горлівка, заступник директора з загальних питань                                                                                     |
| б/м                               | Ігнатовська Валентина Василівна | 04.11.2010            | вища   | позапартійна                      | Відділення виконавчої дирекції ФССНВВПЗ України в м. Жданівці, начальник відділення                                                                                      |
| б/м                               | Могилін Сергій Васильович       | 04.11.2010            | вища   | позапартійний                     | приватний підприємець |